# Naufrage du 22 avril 2021 en Méditerranée

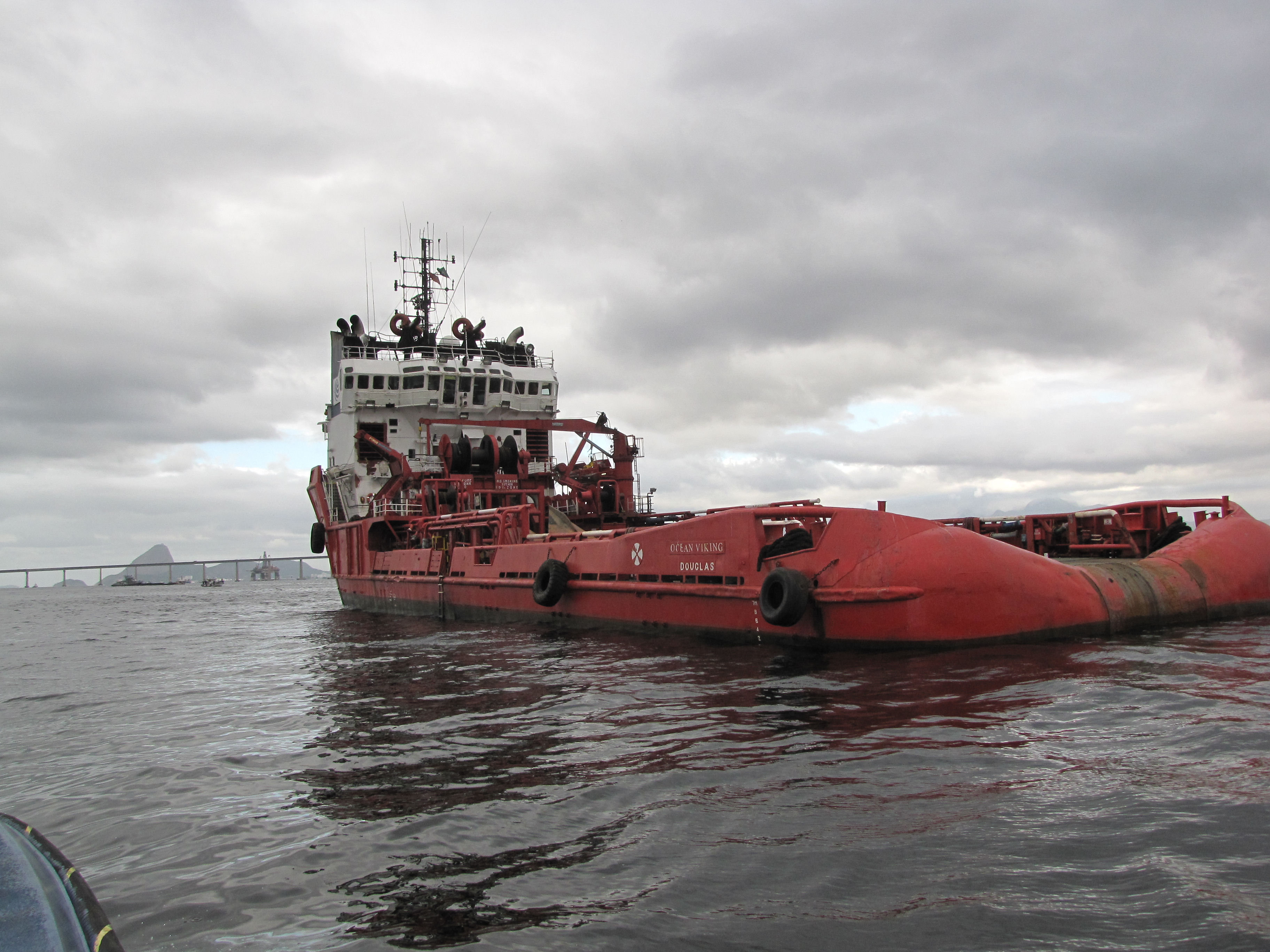
Le navire Ocean Viking, navire de l'ONG SOS Méditerranée ayant participé aux opérations de recherche

Le 22 avril 2021, une embarcation transportant environ 130 migrants migrants d'origine sub-saharienne fait naufrage au large de la Libye. La catastrophe entraine la mort de l'ensemble des personnes naviguant sur la modeste embarcation.

## Circonstances
Le 23 avril 2021, l'ONG SOS Méditerranée, basée à Marseille, informe les médias avoir repéré au large de la Libye une dizaine de corps près d'un bateau pneumatique retourné qui avait déjà été signalé en détresse. L'embarcation transportait 130 personnes à bord. Aucun survivant n'a pu être retrouvé lors des opérations de recherche menées par le navire Ocean Viking, affrété par cette ONG, ainsi que trois navires marchands,.
L’ONG Alarm Phone fait porter la responsabilité du naufrage au rejet de responsabilité côté européen et à l'incompétence des gardes-côtes libyens.

## Conséquences
Ce drame alourdit le bilan humain des naufrages en Méditerranée centrale. Selon l’Organisation internationale pour les migrations, au moins 355 personnes ont déjà perdu la vie dans cette zone maritime auxquels il faut donc ajouter les naufragés disparus de cette catastrophe, ce qui porte le nombre de morts à 453 migrants.

## Réactions
L'ONG française SOS Méditerranée accuse l'Union européenne et la Libye en lançant cette déclaration : « Les États abdiquent leur responsabilité de coordonner les opérations de recherche et de sauvetage, laissant les acteurs privés et la société civile combler le vide mortel qu'ils laissent derrière eux. Nous pouvons voir le résultat de cette inaction délibérée dans la mer autour de notre navire ».
Selon le pape François, « Ce sont des vies humaines qui, pendant deux jours entiers, ont imploré de l’aide, en vain. Une aide qui n’est pas venue. Frères et sœurs, interrogeons-nous tous sur cette énième tragédie. C’est le moment de la honte ».